# Baby Boom (série télévisée)
Pour les articles homonymes, voir Baby Boom.
Baby Boom est une sitcom américaine en treize épisodes de 23 minutes créée par Nancy Meyers et Charles Shyer basée sur le film homonyme, dont seulement dix épisodes ont été diffusés entre le 10 septembre 1988 et le 10 septembre 1989 sur le réseau NBC.
En France, elle a été diffusée à partir du 4 septembre 1994 sur RTL9. Elle reste inédite dans les autres pays francophones.

## Synopsis
J.C. Wiatt, une femme d'affaires de Wall Street, reçoit un étrange héritage de la part d'un cousin éloigné: une petite fille prénommée Elizabeth.

## Distribution
- Kate Jackson : J.C. Wiatt
- Daniel Bardol : Ken Arrenberg
- Joy Behar : Helga Von Haupt
- Susie Essman : Charlotte Elkman
- Michelle et Kristina Kennedy : Elizabeth
- Robyn Peterson : Arlene Mandell
- Sam Wanamaker : Fritz Curtis

## Épisodes
1. Pilot
2. Guilt
3. Center
4. Stress
5. Saturday
6. The Club
7. I'll Be Home for Christmas
8. One Wednesday
9. X-y-l-o-p-h-o-n-e
10. When it Rains
11. A Fine Romance
12. Charlotte's Secret
13. J.C. – The Man